# اکیا ایرینی، کیرنیا
اکیا ایرینی، کیرنیا (به لاتین: Agia Eirini, Kyrenia) یک منطقهٔ مسکونی در قبرس است که در ناحیه گیرنه واقع شده‌است.